# Patrice Bergeron
Patrice Bergeron-Cleary (* 24. Juli 1985 in L’Ancienne-Lorette, Québec) ist ein ehemaliger kanadischer Eishockeyspieler. Der Center verbrachte seine gesamte, von 2003 bis 2023 andauernde Profikarriere bei den Boston Bruins in der National Hockey League (NHL), für die er knapp 1300 Partien bestritt und dabei über 1000 Scorerpunkte verzeichnete. Mit dem Team, das er von 2021 bis zu seinem Karriereende auch als Kapitän anführte, gewann er in den Playoffs 2011 den Stanley Cup. Er gilt zudem als Inbegriff des defensiv orientierten Angreifers und wurde daher sechsmal mit der Frank J. Selke Trophy als bester defensiver Stürmer der NHL ausgezeichnet, so oft wie kein anderer Spieler.
Mit der kanadischen Nationalmannschaft wurde Bergeron 2010 und 2014 Olympiasieger und gewann ebenso die Goldmedaille bei der Weltmeisterschaft 2004, sodass er seit dem Stanley-Cup-Gewinn 2011 dem Triple Gold Club angehört.

## Karriere

### Jugend
Seine Karriere begann Patrice Bergeron 2001 in der kanadischen Juniorenliga Ligue de hockey junior majeur du Québec (LHJMQ) bei den Titan d’Acadie-Bathurst, wo er in seiner ersten Saison vier Spiele absolvierte. In seinem zweiten Jahr spielte er durchgehend für das Team und holte in 70 Spielen 73 Scorerpunkte, wodurch er die Scouts der National Hockey League (NHL) überzeugen konnte, sodass er im NHL Entry Draft 2003 von den Boston Bruins in der zweiten Runde an Position 45 ausgewählt wurde.

### Boston Bruins
Bergeron konnte sich unmittelbar in seiner Rookie-Saison 2003/04 bei den Bruins durchsetzen und erzielte 39 Scorerpunkte. Da die Spielzeit 2004/05 wegen des Lockout ausfiel, spielte er bei den Providence Bruins, dem Farmteam von Boston in der American Hockey League (AHL). Im folgenden Jahr spielte der Angreifer an der Seite von Brad Boyes sowie Marco Sturm und spielte dabei mit 73 Scorerpunkten die bisher offensivstärkste Spielzeit seiner bisherigen NHL-Laufbahn. Zu Beginn der Saison 2006/07 wurde Patrice Bergeron zu einem der Assistenzkapitäne der Bruins ernannt und konnte in 77 Spielen 22 Tore erzielen und 48 weitere vorbereiten. Im Oktober 2007 erhielt Bergeron im Spiel gegen die Philadelphia Flyers von Gegenspieler Randy Jones einen Check von hinten und schlug anschließend mit dem Kopf hart in die Bande ein, woraufhin er mehrere Minuten ohne Bewusstsein auf dem Eis lag und behandelt wurde. Im Anschluss wurden bei Bergeron ein Nasenbruch sowie eine Gehirnerschütterung dritten Grades diagnostiziert, was für ihn ein vorzeitiges Saisonaus bedeutete.

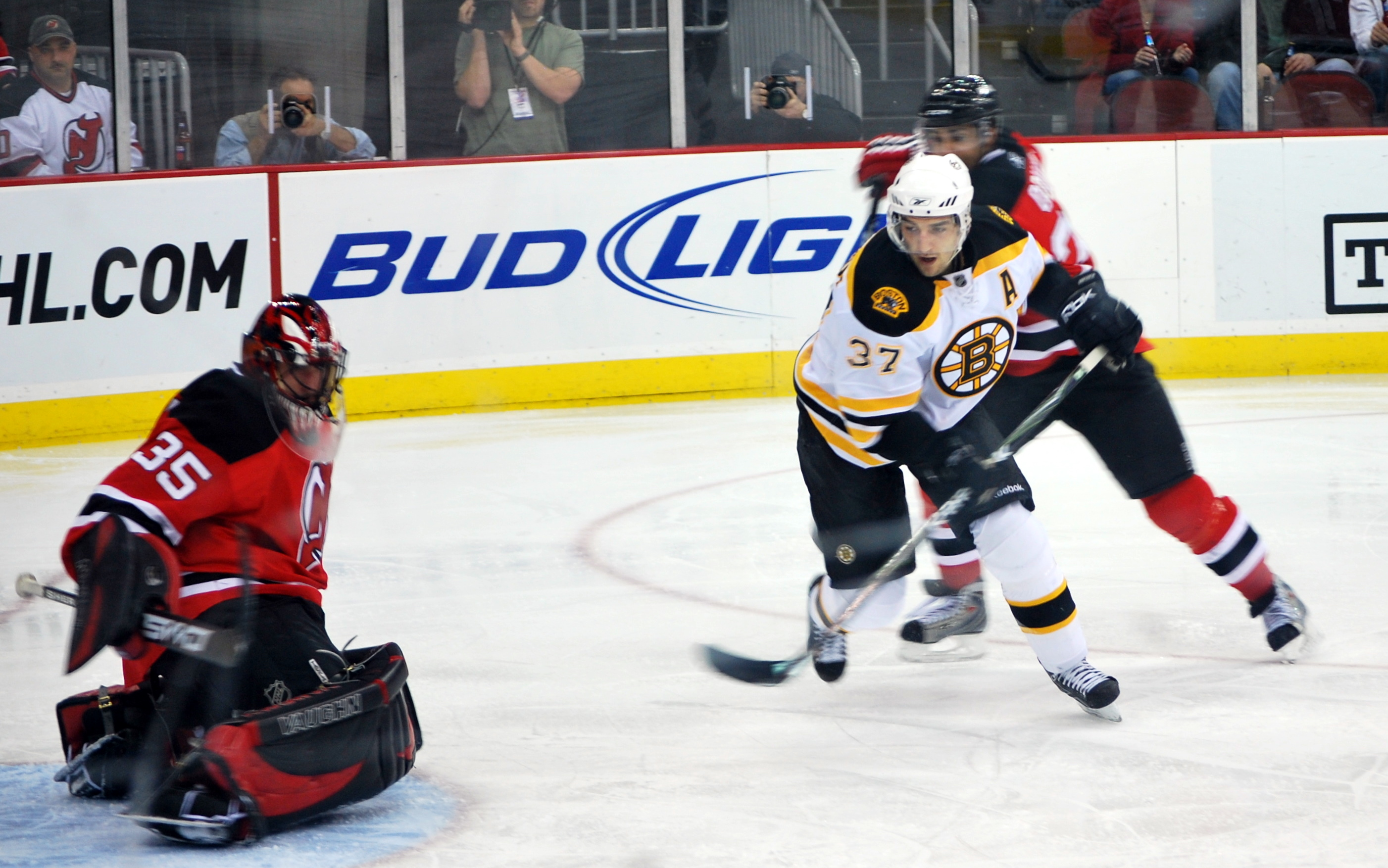
Bergeron in der Partie gegen die New Jersey Devils (2009)

Zu Beginn der Saison 2008/09 zog sich der Kanadier in der Partie gegen die Carolina Hurricanes erneut eine Gehirnerschütterung zu und musst anschließend einen Monat pausieren. Er beendete die Spielzeit mit 39 Scorerpunkten aus 64 Saisonspielen. Im Januar 2011 gelang ihm beim 6:0-Sieg gegen die Ottawa Senators der erste Hattrick seiner NHL-Karriere. In den Playoffs war Bergeron mit 20 Scorerpunkten aus 23 Partien sowie seinem Siegtor im entscheidenden Spiel der Finalserie gegen die Vancouver Canucks maßgeblich am Stanley-Cup-Sieg seiner Mannschaft beteiligt. Durch den Titelgewinn wurde Bergeron in den Triple Gold Club aufgenommen und erhielt im Anschluss an die Saison die Frank J. Selke Trophy als Stürmer mit dem besten Defensivverhalten.
Für die Dauer des NHL-Lockouts in der Saison 2012/13 spielte Bergeron ab Oktober 2012 für den HC Lugano in der Schweizer National League A (NLA) und konnte dabei 29 Scorerpunkte in 21 Auftritten markieren. Nach Beendigung des Spielerstreikes kehrte er zu den Bruins zurück und konnte in den Playoffs abermals mit starken Leistungen überzeugen, sodass er mit seiner Mannschaft erneut das Stanley-Cup-Finale erreichte. In der Finalserie unterlag man den Chicago Blackhawks, wobei Bergeron trotz mehrerer schwerwiegender Verletzungen alle Partien bestritt und dafür viel Anerkennung erhielt. Im Sommer 2013 verlängerten die Bruins seinen Vertrag um acht Jahre bei einem kolportierten Gesamtgehalt von 52 Millionen US-Dollar. In der Saison 2013/14 war der Angreifer mit 30 Treffern sowie 32 Scorerpunkte am erfolgreichen Abschneiden seiner Mannschaft in der Hauptrunde beteiligt und erhielt im Anschluss an die Spielzeit erneut die Frank J. Selke Trophy und den NHL Foundation Player Award für sein wohltätiges Engagement. Während der Sommerpause gab EA Sports bekannt, dass Bergeron auf dem Cover von NHL 15 erscheint.
Im Februar 2019 bestritt Bergeron sein 1000. NHL-Spiel der regulären Saison. Im Januar 2021 wurde er zum 20. Mannschaftskapitän der Franchise-Geschichte ernannt, wobei er die Nachfolge von Zdeno Chára antrat. Am Ende der Saison gewann er dann den Mark Messier Leadership Award für Führungsqualitäten auf und abseits des Eises. Nach der Spielzeit 2021/22 erhielt der Kanadier seine fünfte Frank J. Selke Trophy, die er nun so oft wie kein anderer gewann. Er überholte dabei Bob Gainey, der mit der Auszeichnung viermal geehrt wurde. Im November 2022 verzeichnete Bergeron dann seinen insgesamt 1000. Scorerpunkt in der NHL, wobei er zum 94. Akteur der Ligahistorie wurde, der diesen Meilenstein erreichte. Ausschließlich im Trikot der Bruins gelang dies zuvor nur Ray Bourque, Johnny Bucyk und Phil Esposito. Die Spielzeit endete mit seiner sechsten Frank J. Selke Trophy.
Nach der Saison 2022/23 verkündete Bergeron im Juli 2023 das Ende seiner aktiven Karriere. Insgesamt hatte er 1294 Spiele für die Bruins bestritten und dabei 1040 Scorerpunkte verzeichnet, womit er zu diesem Zeitpunkt in diesen beiden Kategorien, ebenso wie nach erzielten Toren (427), Rang drei in der ewigen Bestenliste des Franchise belegte.

### International
Bergeron gab sein Debüt auf internationaler Ebene bei der Weltmeisterschaft, wo er mit dem kanadischen Nationalteam die Goldmedaille gewann. Im folgenden Jahr spielte er für das U20-Team bei der U20-Junioren-Weltmeisterschaft und war beim Turniersieg seiner Mannschaft mit 13 Scorerpunkten sowohl der punktbeste als auch wertvollste Akteur des Turniers. Weiterhin ist Bergeron der erste Spieler, der zuerst den Titel bei den Senioren errang und erst danach Junioren-Weltmeister wurde.
Es folgte eine Teilnahme an der Weltmeisterschaft teil, wo Bergeron mit 14 Scorerpunkten der zweitbeste Offensivspieler des Turniers hinter seinem Mitspieler Sidney Crosby war und mit der Mannschaft lediglich den vierten Platz belegte. Im Dezember 2009 wurde der Angreifer für das kanadische Aufgebot bei den Olympischen Winterspielen 2010 in Vancouver nominiert, wurde beim Turnier jedoch lediglich eingeschränkt eingesetzt und stand zumeist in Unterzahlsituationen sowie bei Anspielen im eigenen Drittel auf dem Eis.
Beim Spengler Cup 2012 nahm Bergeron für Team Kanada teil und erzielte beim 7:2-Finalsieg gegen den HC Davos insgesamt vier Scorerpunkte. 2014 wurde er mit der kanadischen Nationalmannschaft erneut Olympiasieger. Ferner vertrat er sein Heimatland beim World Cup of Hockey 2016 und gewann mit dem Team auch dort die Goldmedaille.

## Erfolge und Auszeichnungen
| - 2002 QAAA Second All-Star Team - 2004 Teilnahme am NHL YoungStars Game - 2005 Teilnahme am AHL All-Star Classic - 2011 NHL-Spieler des Monats Januar - 2011 Stanley-Cup-Gewinn mit den Boston Bruins - 2012 NHL Plus/Minus Award (nicht offiziell vergeben) - 2012 Frank J. Selke Trophy - 2013 King Clancy Memorial Trophy - 2014 Frank J. Selke Trophy | - 2014 NHL Foundation Player Award - 2015 Teilnahme am NHL All-Star Game - 2015 Frank J. Selke Trophy - 2016 Teilnahme am NHL All-Star Game - 2017 Frank J. Selke Trophy - 2021 Mark Messier Leadership Award - 2022 Teilnahme am NHL All-Star Game - 2022 Frank J. Selke Trophy - 2023 Frank J. Selke Trophy |

### International
| - 2004 Goldmedaille bei der Weltmeisterschaft - 2005 Goldmedaille bei der U20-Junioren-Weltmeisterschaft - 2005 Wertvollster Spieler der U20-Junioren-Weltmeisterschaft - 2005 Topscorer der U20-Junioren-Weltmeisterschaft - 2005 All-Star-Team der U20-Junioren-Weltmeisterschaft | - 2010 Goldmedaille bei den Olympischen Winterspielen - 2011 Aufnahme in den Triple Gold Club - 2012 Spengler-Cup-Gewinn mit dem Team Canada - 2014 Goldmedaille bei den Olympischen Winterspielen - 2016 Goldmedaille beim World Cup of Hockey |

## Karrierestatistik

### International
Vertrat Kanada bei:
| - Weltmeisterschaft 2004 - U20-Junioren-Weltmeisterschaft 2005 - Weltmeisterschaft 2006 | - Olympischen Winterspielen 2010 - Olympischen Winterspielen 2014 - World Cup of Hockey 2016 |

(Legende zur Spielerstatistik: Sp oder GP = absolvierte Spiele; T oder G = erzielte Tore; V oder A = erzielte Assists; Pkt oder Pts = erzielte Scorerpunkte; SM oder PIM = erhaltene Strafminuten; +/− = Plus/Minus-Bilanz; PP = erzielte Überzahltore; SH = erzielte Unterzahltore; GW = erzielte Siegtore; 1 Play-downs/Relegation; Kursiv: Statistik nicht vollständig)